# Novi Sanjary
Novi Sanjary (ukrainien : Нові Санжари, russe : Новые Санжары) est une commune urbaine de l'oblast de Poltava, en Ukraine. Elle compte 6 884 habitants en 2023.